# 柴田茜
柴田茜（日语：／ Shibata Akane，1988年4月30日—），栃木縣出生，日本女子曲棍球運動員，亦為日本國家女子曲棍球隊成員。畢業於天理大学。

## 簡歷
2016年，柴田茜代表日本出戰巴西里约热内卢舉行的奥林匹克运动会女子曲棍球比賽。日本隊最終排名小组第五位，無緣晉級。